# Sông Ngô Đồng (Tràng An)

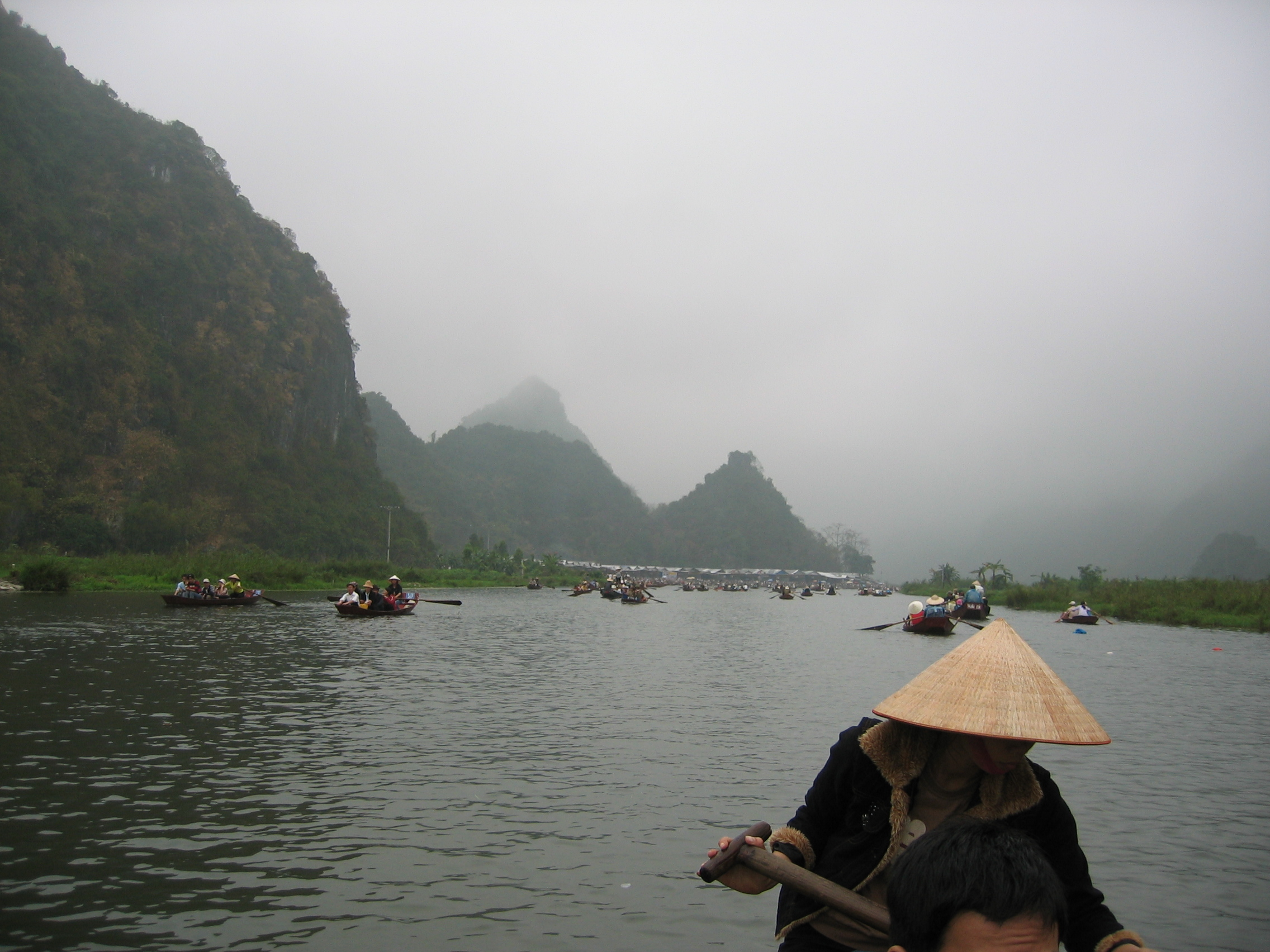
Sông Ngô Đồng

Sông Ngô Đồng là một con sông nhỏ tại xã Ninh Hải, thành phố Hoa Lư, tỉnh Ninh Bình, Việt Nam. Nó là một chi lưu của sông Sào Khê (là sông nối sông Hoàng Long với sông Vạc). Sông Ngô Đồng chảy từ vùng đầm trũng trong lòng hệ thống núi đá vôi của quần thể di sản thế giới Tràng An, khởi đầu từ khu vực đền Suối Tiên len qua các vách núi và cánh đồng lúa rồi đổ nước vào hệ thống sông Vạc tại gần cầu Vũng Trắm. Điều đặc biệt là sông Ngô Đồng không có bờ sông, nó là rạch nước giữa những cánh đồng và thung nước mênh mông.
Trên sông có danh thắng Tam Cốc, đền Thái Vi rất đẹp, là các địa điểm tham quan nổi tiếng của Ninh Bình. Du khách đến thăm các danh thắng này thường đi đi thuyền chèo trên sông Ngô Đồng để thưởng ngoạn phong cảnh hữu tình xung quanh. 
Cảnh quan hai bên bờ sông Ngô Đồng là những vách núi đá vôi có lịch sử hình thành lâu đời với những diễn biến địa chất phức tạp thuộc khu rừng Văn hóa lịch sử môi trường Hoa Lư. Hai bên sông là cánh đồng lúa nằm len lỏi trong các dãy núi đá, một mùa lại mang một màu sắc. Nó cũng là con sông trữ tình nhất của tỉnh Ninh Bình, cách Hà Nội chừng 100 km, cách thành phố Hoa Lư khoảng 7 km.

## Hình ảnh

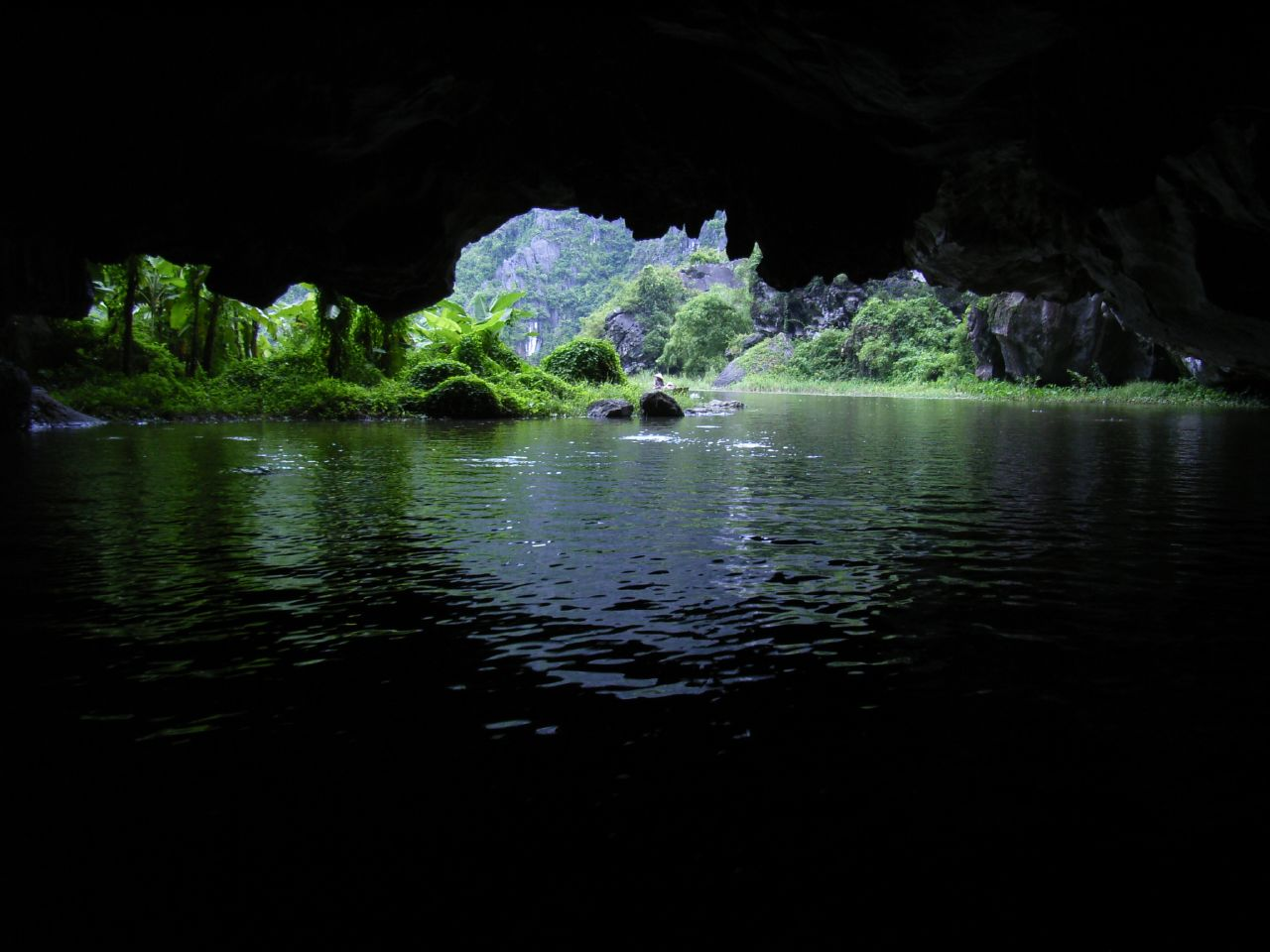
Tam Cốc - 3 hang xuyên thủy
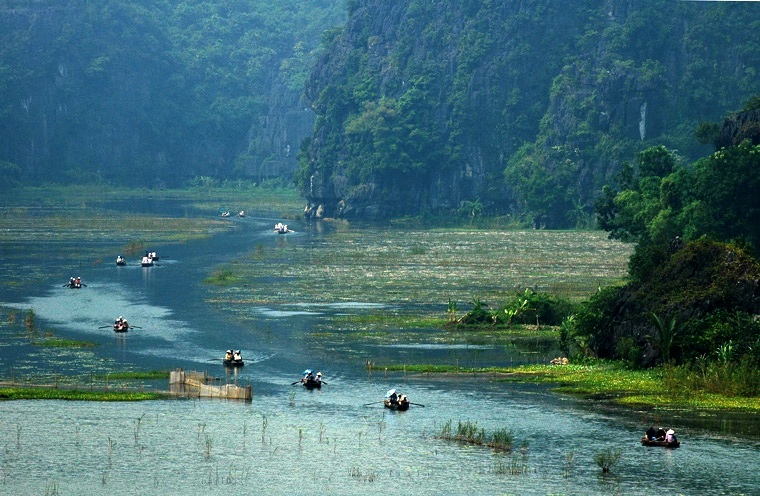
Sông Ngô Đồng và Tam Cốc
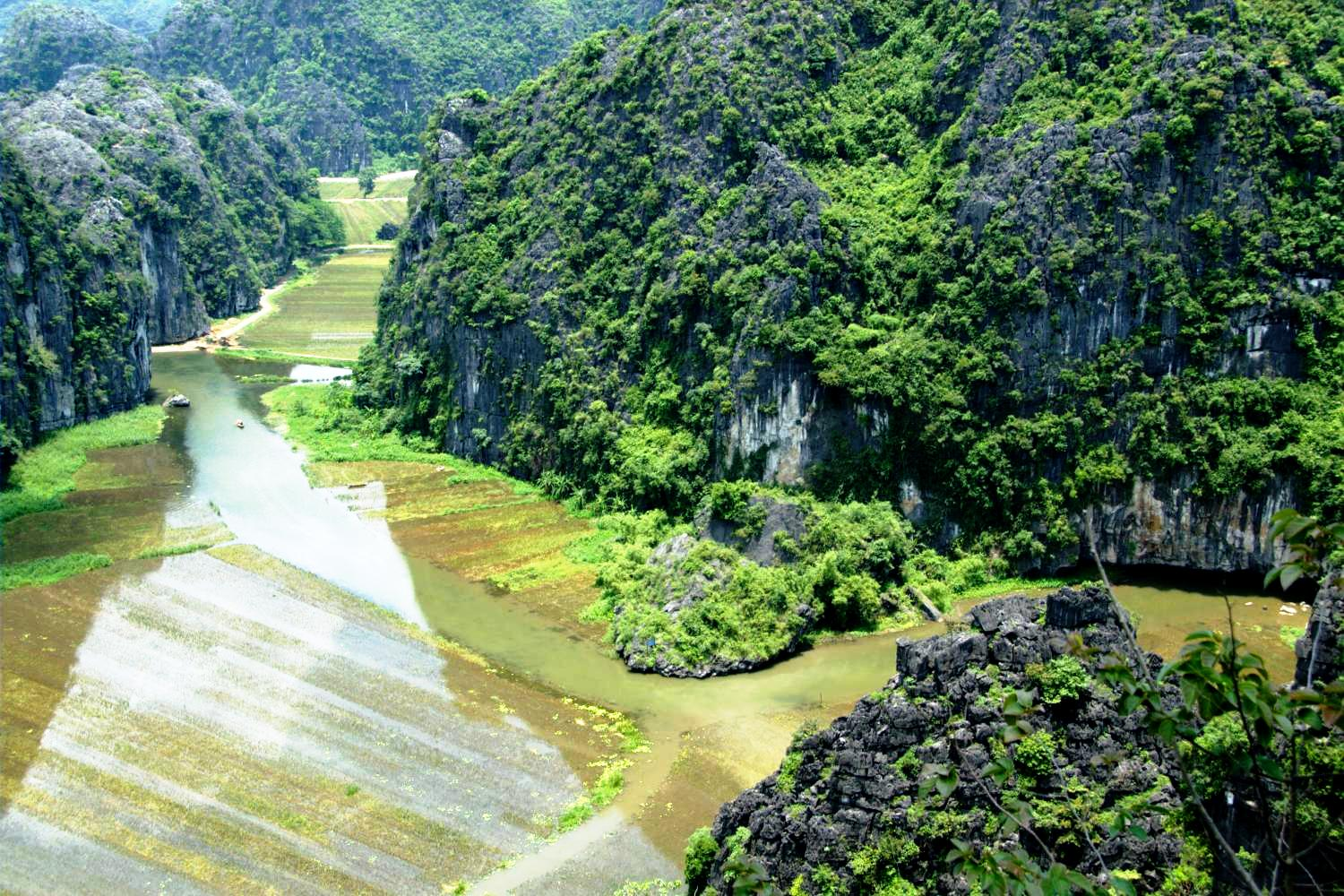
Dòng sông Ngô Đồng nhìn từ trên cao
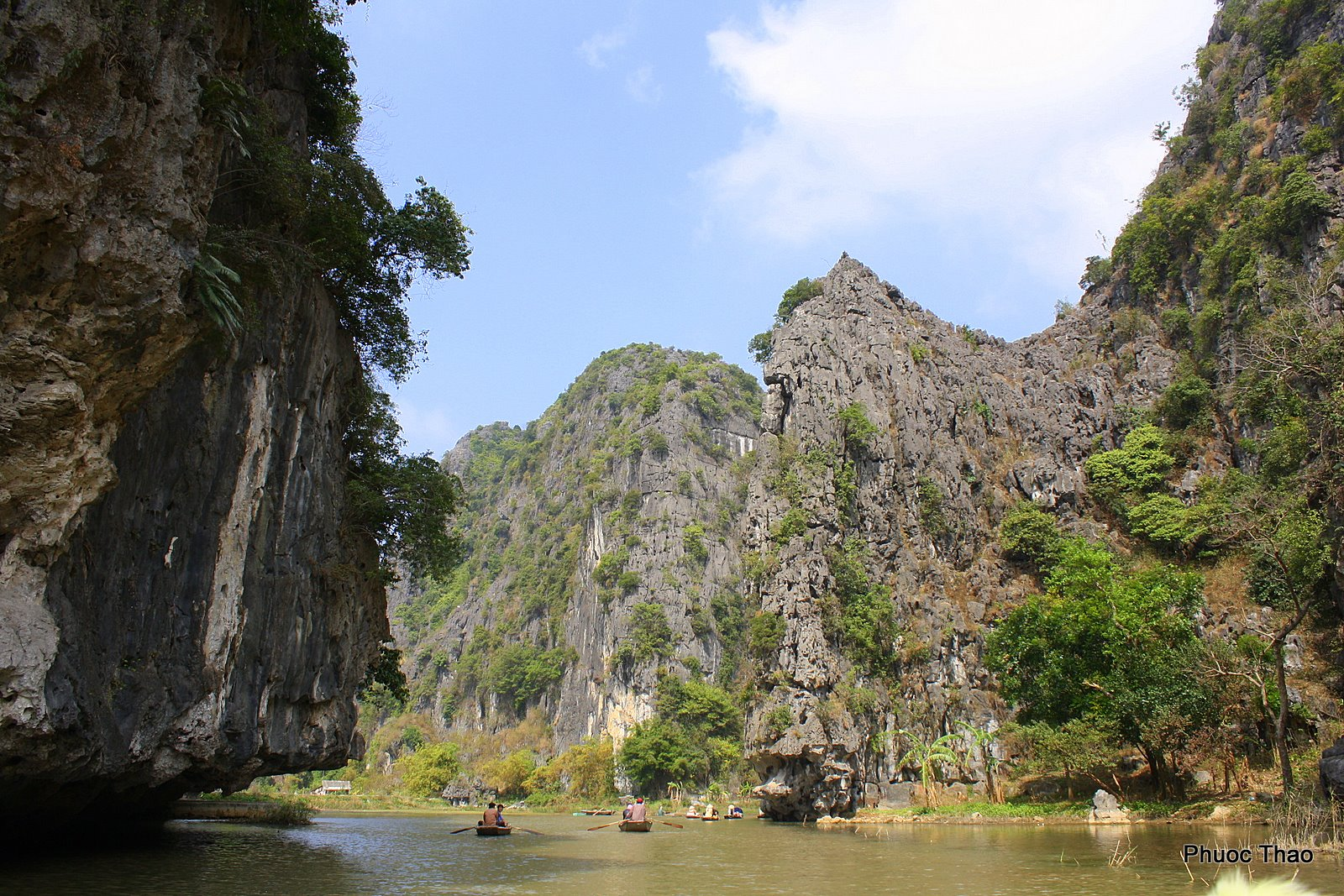
Các vách núi trên đường vào Tam Cốc
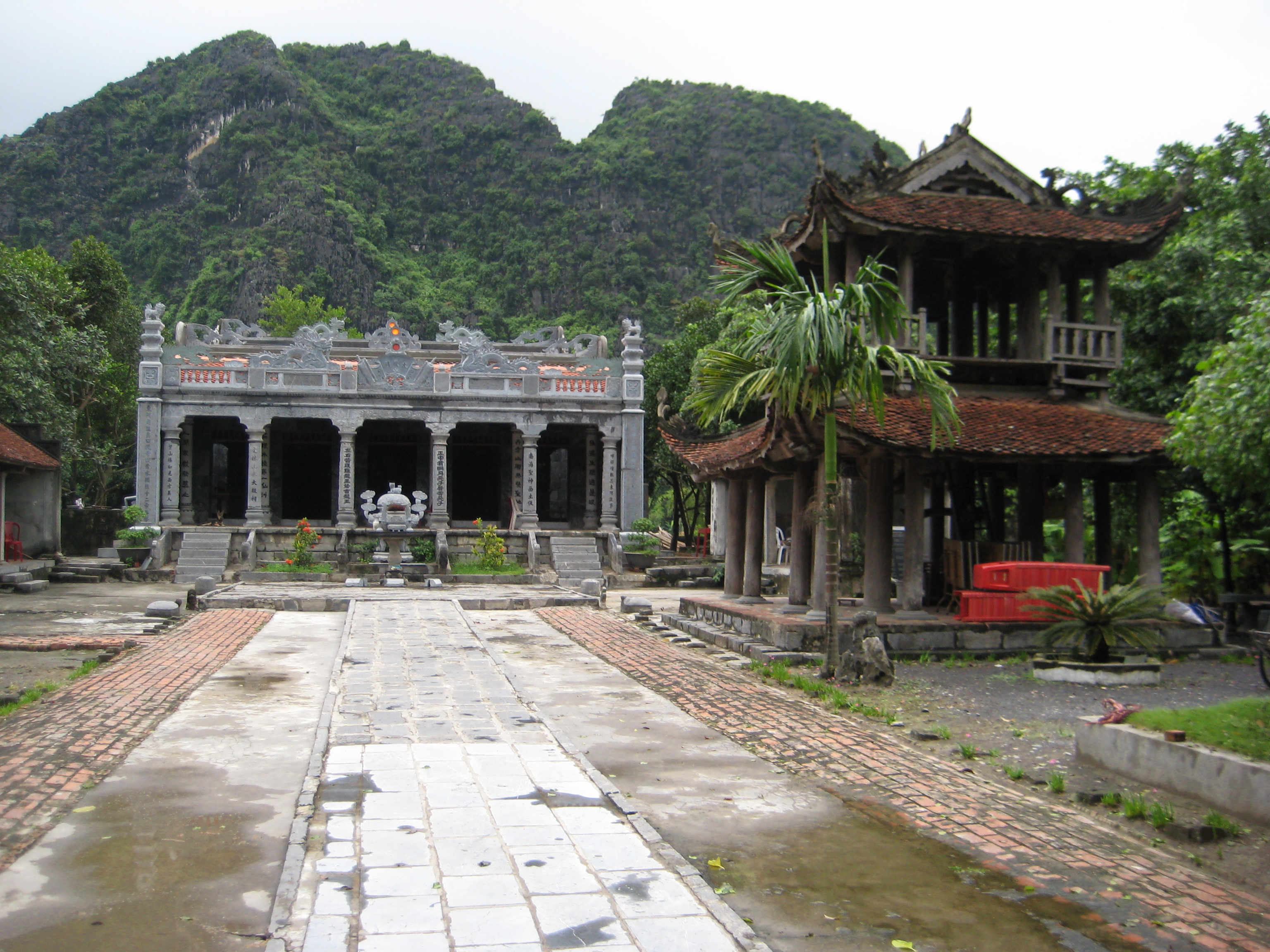
đền Thái Vi